# Chevrolet Captiva
De Chevrolet Captiva is een SUV van General Motors.
De eerste generatie werd wereldwijd verkocht tussen 2006 en 2018. Het was de grote broer van de Opel Antara, die op het Amerikaanse continent als Chevrolet Captiva Sport werd verkocht, maar dus niet verwant is.
In 2020 verscheen een tweede generatie. Deze keer ging het om een Chinees model dat een Chevrolet-embleem kreeg opgeplakt.

## Eerste generatie
De eerste generatie van de Captiva werd door General Motors afdeling in Zuid-Korea ontworpen. Dit was het vroegere Daewoo Motor. In Zuid-Korea werd het model initieel dan ook onder het merk Daewoo verkocht, de Daewoo Winstorm. In Australië werd de Captiva als Holden op de markt gebracht. In de rest van de wereld was het de Chevrolet Captiva.
Deze Captiva staat op hetzelfde platform als de Opel Vectra en Signum, maar is wel wat langer dan de Opel. Daardoor kan hij tot zeven zitplaatsen kan aanbieden.
De wagen is voorzien afdaalregeling die de snelheid begrenst bij erg steile afdalingen. Hij is ook uitgerust met stabiliteitscontrole en koprolsensor. De reminstallatie is voorzien van ABS met elektronische remkrachtverdeling en noodremhulp.

### Motoren
Deze Captiva was de eerste personenwagen van Chevrolet die met een dieselmotor leverbaar was.
| motor                                                | vermogen | koppel | acceleratie 0–100 km/h | acceleratie 0–100 km/h | topsnelheid | topsnelheid | verbruik 100 km | verbruik 100 km | verbruik 100 km | verbruik 100 km | verbruik 100 km | verbruik 100 km | uitstoot CO2/km | uitstoot CO2/km |
| motor                                                | vermogen | koppel | acceleratie 0–100 km/h | acceleratie 0–100 km/h | topsnelheid | topsnelheid | stad            | stad            | snelweg         | snelweg         | gemengd         | gemengd         | uitstoot CO2/km | uitstoot CO2/km |
| motor                                                | vermogen | koppel | hand                   | auto                   | hand        | auto        | hand            | auto            | hand            | auto            | hand            | auto            | hand            | auto            |
| ---------------------------------------------------- | -------- | ------ | ---------------------- | ---------------------- | ----------- | ----------- | --------------- | --------------- | --------------- | --------------- | --------------- | --------------- | --------------- | --------------- |
| 2,4 L 4-in-lijn benzine                              | 136 pk   | 220 Nm | 11,5 s                 | 12,5 s                 | 185 km/h    | 178 km/h    | 12 L            | 14,6 L          | 7,1 L           | 8 L             | 8,9 L           | 10,4 L          | 210 g           |                 |
| Holden 3,2 L V6 benzine                              | 230 pk   | 297 Nm |                        | 8,8 s                  |             | 204 km/h    |                 | 16,4 L          |                 | 8,6 L           |                 | 11,5 L          |                 | 264 g           |
| VM Motori/Detroit Diesel 2,0 L 4-in-lijn VDCI diesel | 150 pk   | 320 Nm | 10,6 s                 | 12,2 s                 | 186 km/h    | 180 km/h    | 9 L             | 11 L            | 6,5 L           | 7,3 L           | 7,4 L           | 8,7 L           | 197 g           | 233 g           |

### Overbrenging
De 2.4 werd standaard gekoppeld aan een manuele vijfversnellingsbak. Een automaat met vijf versnellingen was optioneel. Voor de 2.0 VDCI gold hetzelfde. De 3.2 V6 was enkel met automaat met sequentiële stand te krijgen.
Doordat de motoren overdwars ingebouwd zijn, laat hij de keuze tussen voorwielaandrijving en vierwielaandrijving. Als de Captiva is uitgerust met vier aangedreven wielen, gebruikt hij de meerschijvenkoppeling uit de Toyota RAV4. De verdeling van het koppel is dan afhankelijk van de gaskleppositie, versnelling, snelheid, stuurwielhoek, het koppel en toerental. Op verharde wegen is het een voorwieltrekker. Wanneer de elektronica ondervindt dat grip en trekkracht verloren gaat, wordt tot 50 procent van het koppel naar de achterwielen gestuurd. De Captiva kreeg geen handmatige vergrendeling voor de koppeling om bij lage snelheid voortdurend als vierwieltrekker te rijden.

## Tweede generatie
De tweede generatie van de Captiva is een badge-engineered versie van de Baojun 530 van SAIC-GM-Wuling, General Motors joint venture in China. Dit model was bedoeld voor export naar opkomende markten. Het werd onder meer in Colombia en Thailand geïntroduceerd.